# Roger Staubach
Roger Thomas Staubach (* 5. Februar 1942 in Cincinnati, Ohio) ist ein US-amerikanischer ehemaliger American-Football-Spieler. Er gilt als einer der besten Quarterbacks in der Geschichte der National Football League (NFL).

## College
Roger Staubach, Sohn eines Verkäufers, begann seine Footballkarriere an einer Highschool in Cincinnati. Im Jahr 1962 wechselte er zum Footballteam der Akademie der amerikanischen Marine, der United States Naval Academy (Navy) in Annapolis, Maryland. Staubach sah Football als Möglichkeit an, zu einem Universitätsstudium zu kommen. Er entwickelte sich aber während seiner Zeit an der Universität zu einem der besten Collegefootball-Quarterbacks aller Zeiten. 1963 erhielt er als einer der jüngsten Spieler aller Zeiten die Heisman Trophy, die Auszeichnung für den besten Collegespieler seines Jahrgangs. In diesem Jahr gewann er mit seiner Mannschaft neun von zehn Spielen. 1964 verlor die Mannschaft der Navy den Cotton Bowl gegen die Mannschaft der Texas University mit Staubach als Quarterback. Während seiner Collegezeit fanden 63 % der Pässe von Staubach den eigenen Mitspieler. Seine Quote von durch den Gegnern abgefangenen Pässen (Interceptions) war verschwindend gering.

## Profizeit
Staubachs (Nickname: Roger the Dodger oder auch Captain Comeback) Profikarriere begann mit Hindernissen. 1964 wurde er von dem NFL-Team der Dallas Cowboys in der neunten Runde an 129. Stelle des NFL Drafts 1964 gewählt. Seine Karriere begann aber erst im Jahr 1969 – im für einen Rookie hohen Alter von 27 Jahren. Zwischenzeitlich leistete Staubach seinen Militärdienst ab, für den er sich freiwillig verpflichtete. Er wurde auch in Vietnam während des Vietnamkriegs als Versorgungsoffizier eingesetzt.
Von 1969 bis 1970 wurde er zunächst nur als Ersatzquarterback von Craig Morton eingesetzt. 1971 gelang ihm dann in der laufenden Saison der Durchbruch zum Stammquarterback und er konnte den Super Bowl VI gegen die Miami Dolphins mit 24:3 gewinnen. Staubach wurde in diesem Spiel zum Super Bowl MVP, dem besten Spieler des Spiels gewählt. Ihm gelangen zwei Touchdowns. Das Spieljahr 1972 brachte für die Karriere von Staubach einen schweren Rückschlag mit sich. Aufgrund einer schweren Schulterverletzung kam er lediglich in vier Spielen zum Einsatz und wurde durch Morton ersetzt. Dies hinderte ihn jedoch nicht daran in das Play-offs-Spiel seiner Mannschaft gegen die San Francisco 49ers einzugreifen. Beim 30:28-Sieg seiner Cowboys gelangen ihm zwei Touchdownpässe und ein Raumgewinn von 174 Yards. Mit dieser Leistung verdrängte er erneut Craig Morton von der Starterposition. 
Im Jahr 1975 scheiterte Staubach im Super Bowl X gegen die Pittsburgh Steelers mit 21:17 um im Super Bowl XII gegen die Denver Broncos mit 27:10 zu triumphieren. Staubach warf in diesem Spiel einen Touchdownpass. Nach einer 35:31-Niederlage, erneut gegen die Pittsburgh Steelers im Super Bowl XIII, beendete Staubach nach der darauf folgenden Saison seine Karriere.
In seiner 11 Jahre andauernden Karriere als Profi erzielte er 153 Touchdowns durch Passspiel und 20 durch eigene Läufe während der Regular Season. Dazu kommen noch 19 Touchdowns, die Staubach während der Play-offs erzielte. Staubach war für seine Comebackqualitäten bekannt. Obwohl seine Mannschaft oftmals nur wenige Minuten vor Spielende zurücklag, gelang es ihm, das Spiel noch zu Gunsten seiner Mannschaft zu wenden. Sein Coach Tom Landry bezeichnete ihn als die beste Kombination aus Werfer, Athlet und Anführer, die die NFL jemals gesehen hat. 1973, 1978 und 1979 war er der beste Werfer in der jeweiligen NFL-Saison. Bekannt war er aber auch durch seine eigenen Läufe, mit denen er immer wieder in die gegnerische Endzone gelangte. Roger Staubach beendete seine Karriere mit dem damals höchsten Quarterback-Rating (83,4) der NFL-Geschichte.

## Ehrungen
Staubach wurde insgesamt sechsmal in den Pro Bowl gewählt, dem Saisonabschlussspiel der besten Spieler der abgelaufenen Saison. 1972 wurde er zum MVP des Pro Bowl gewählt. Er ist Mitglied des Dallas Cowboys Ring of Honor, einer Ehrung, die die Cowboys besonders verdienten Spielern zukommen lassen. Ferner ist er Mitglied des NFL-Allstarteam der 70er-Jahre, der College Football Hall of Fame und seit 1985 der Pro Football Hall of Fame des nordamerikanischen Footballsports. 1971 wurde Staubach zum NFL Player Of The Year gewählt – dem besten Spieler der Saison. 1971 erhielt er den Bert Bell Award und 1978 wurde ihm für sein soziales Engagement und seine spielerischen Leistungen der Walter Payton Man of the Year Award verliehen. 1999 wurde er von der amerikanischen Zeitung „The Sporting News“ zu einem der größten Footballspieler aller Zeiten gewählt. Seine Rückennummer 12 wird durch die Collegemannschaft der Navy nicht mehr vergeben.
2018 verlieh US-Präsident Donald Trump ihm die Presidential Medal of Freedom.

## Nach der Karriere
Staubach ist mittlerweile ein erfolgreicher Geschäftsmann. Den Vorsitz seiner eigenen Firma legte er 2007 nieder. Zusammen mit Troy Aikman war er bis 2009 Besitzer des NASCAR-Teams Hall of Fame Racing. Für kurze Zeit war er auch als Moderator für das Fernsehen tätig.

## Quelle
- Jens Plassmann: NFL – American Football. Das Spiel, die Stars, die Stories (= Rororo 9445 rororo Sport). Rowohlt, Reinbek bei Hamburg 1995, ISBN 3-499-19445-7.